# X-Face
X-Face – mały obrazek (czarno-biała bitmapa o rozmiarze 48 x 48 pikseli), dodawany do wiadomości w Usenecie lub wiadomości e-mail, zwykle ukazujący twarz autora wiadomości. Dane obrazka są umieszczone w wiadomości w postaci zakodowanego tekstu i dołączone jako nagłówek X-Face. X-Face zostało stworzone przez Jamesa Ashtona. Powstało jako dodatek do programu Vismon rozwijanego w latach 80. przez Bell Labs.
Istnieje szereg programów obsługujących X-Face, większość z nich to oprogramowanie open source tworzone dla systemów Unix i pochodnych. Najpopularniejsze z nich to KNode oraz Sylpheed, do innych można dodać obsługę X-Face przez instalację odpowiedniej wtyczki (np. Mozilla Thunderbird lub The Bat!), jednak wiele klientów e-mail oraz czytników News działających w środowisku Windows nie obsługuje tych nagłówków. W Internecie dostępne są generatory tworzące kod X-Face na podstawie dowolnego obrazka.